# Batracomorphus angustatus
Batracomorphus angustatus är en insektsart som beskrevs av Henry Fairfield Osborn 1934. Batracomorphus angustatus ingår i släktet Batracomorphus och familjen dvärgstritar. Inga underarter finns listade i Catalogue of Life.